# シクストゥス2世 (ローマ教皇)
シクストゥス2世（Sixtus II、生年不詳 - 258年8月6日）は、ローマ教皇（在位：257年8月31日 - 258年8月6日）。カトリック教会の聖人であり、聖シクストゥス（英: St. Xystus）とも表記される。ローマ皇帝ウァレリアヌスの迫害のため殉教した。カタコンベでの儀式中に4人の助祭と共に捕らえられ、その場で斬首されたと伝えられる。

## 生涯

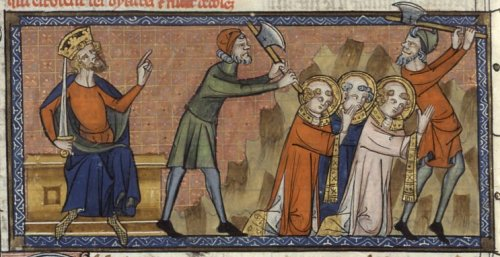
聖シクストゥスの殉教,14世紀

『教皇の書』によればギリシャの生まれだとされるが、おそらく誤っている。彼は異端派の洗礼の問題で途絶えていたアフリカや東方正教会との関係を修復した。
258年、ウァレリアヌスによる迫害のために、多くの聖職者が殺された。シクストゥス2世はこの迫害による最初の犠牲者の一人であり、8月6日に斬首された。彼は6人の助祭、ヤヌアリウス、ウィンケンティウス、マグヌス、ステファヌス、フェリキシムス、アガピトゥスとともに殉教した。
通常、司教祭服で教皇冠をかぶり、十字杖・本を持った姿で描かれる。また、聖人伝において、殉教に際しラウレンティウスに教会の財産を貧しい人々に施すことを命じたことから、金入れ・金貨を持っている姿で描かれることもある。
彼はキュプリアヌスに擬せられる『Ad Novatianum』の著者と見なされるが、一般的に認められていない。253年から258年にローマで書かれた別の著作物は、一般的に彼のものとされている。